# Swishahouse
Swishahouse es un sello discográfico independiente de southern rap de Houston, Texas. Se conoce especialmente por haber publicado material del estilo chopped and screwed.

## Artistas
- Michael '5000' Watts
- Paul Wall
- Archie Lee
- Coota Bang
- Lil Keke
- Yung Redd
- Lil' Young
- Courtney Bennett
- Surreal
- Dallas
- Tre Virdure
- Lil' Troy
- F.A.M. 420

## Antiguos artistas
- Aqualeo (Priceless & Acie High)
- Big Tiger
- Chamillionaire
- Slim Thug
- Mike Jones
- 50/50 Twin
- Big Pic
- Magno aka Magnificent
- Lil' Mario
- Lil' Trey
- Sabwarfare
- Big Redd
- OG Ron C
- J Dawg
- Lil Pat
- Blindcyde
- Lester Roy
- AD
- Alley Cat
- Lil' Ron
- E-Class